# Бароцци, Яков Иванович
Я́ков Ива́нович Бароцци (1786 — после 1842) — русский военный деятель, Георгиевский кавалер; полковник в отставке и полицмейстер.

## Биография
Родился в 1786 году в семье И. Ф. Бароцци.
С 1 августа 1806 года юнкером начал службу в только что сформированном 26-м егерском полку. С 31 июля 1807 года — прапорщик, с 11 февраля 1808 года — подпоручик; в сражении при Лаппо потерял два пальца и за отличие в боях русско-шведской войны 12 декабря 1808 года был произведён в поручики.
С 29 октября 1809 года служил в Нарвском пехотном полку; 5 июня 1812 года был произведён в штабс-капитаны. В 1812 году за отличие в русско-турецкой войне был награждён орденом Св. Владимира 4-й степени с бантом.
За участие в Бородинском сражении награждён золотой шпагой «За храбрость»; в сражении при Малоярославце был ранен в руку и награждён орденом Св. Анны 2-й степени. За отличие в сражениях 1812 года был произведён 25 февраля 1813 года в капитаны, а после битвы народов 11 января 1814 года в майоры. За отличие в Краонском сражении произведён 26 февраля 1814 года в подполковники. Был награждён орденом Св. Георгия 4-й степени (за сражение при городе Паркон), а также прусским орденом Pour le Mérite и шведским орденом Меча.
Вышел в отставку полковником с пансионом 1 сентября 1834 года и указом Бессарабского областного правления полицмейстером в Сорокскую градскую полицию. Умер после 1838 года, не позднее 1854 года.
Был масоном.
Считалось (в исследованиях Т. Г. Цявловской, Б. А. Трубецкого), что был женат на сестре И. И. Пущина, Евдокии Ивановне, однако, в 2012 году профессор БГУЭП Владимир Пархомов (Бароцци де Эльс) на основе сопоставления возрастной разницы супругов, их места жительства и завещания сестры Якова Бароцци Анны Ивановны Недобы доказал, что Евдокия Ивановна Пущина вышла замуж за отца Якова Бароцци — Ивана Степановича Бароцци.
На 11 августа 1838 года был вдов, имел двух дочерей, проживающих с ним — Адолину (20 лет) и Екатерину (15 лет). На 1842 год проживал в городе Сороки.